# Louis-Samuel Roulet
Louis-Samuel Roulet, né le 8 décembre 1877 à Missy et mort le 22 mai 1955 à Berne, est une personnalité politique suisse membre du Parti des paysans, artisans et indépendants (PAI).

## Biographie
Agriculteur de profession, Louis-Samuel Roulet se lance tôt en politique puisqu'il entre à l'exécutif de Missy à moins de trente ans et en fait partie de 1905 à 1921. Membre fondateur du Parti des paysans, artisans et indépendants (PAI) dans le canton de Vaud en 1921, il est élu au Conseil national quelques années plus tard. Il y fera une longue carrière puisqu'il y reste de 1928 à peu de temps avant son décès en 1955,. Il en sera même le doyen d'âge pendant la législature 1951-1955. De 1945 à sa mort, il est vice-président du PAI au niveau suisse.
Au niveau cantonal, Louis-Samuel Roulet a présidé le Parti des paysans, artisans et indépendants (PAI) et a été candidat à deux reprises au Conseil d'État vaudois, en 1934 et en 1938, sans succès.
Bien que membre d'un parti politique de centre droit, Louis-Samuel Roulet prend parfois des positions inattendues, soutenant ainsi en 1922 l'engagement dans sa commune d'un instituteur condamné pour objection de conscience ou en étant partisan d'une alliance avec la gauche contre les partis radical et libéral en 1938.
À l'armée, Louis-Samuel Roulet atteint le grade de colonel de cavalerie.